# Pentathlon moderno ai Giochi della XXX Olimpiade - Gara maschile
La competizione del pentathlon moderno maschile dei giochi olimpici di Londra 2012 si è svolto l'11 agosto 2012 presso la Copper Box (scherma), l'Aquatics Centre (nuoto) e il Greenwich Park (equitazione, corsa e tiro a segno).

## Programma
| Data                   | Ora   | Turno            |
| ---------------------- | ----- | ---------------- |
| Sabato, 11 agosto 2012 | 8:45  | Scherma          |
| Sabato, 11 agosto 2012 | 13:20 | Nuoto            |
| Sabato, 11 agosto 2012 | 15:20 | Equitazione      |
| Sabato, 11 agosto 2012 | 19:01 | Evento Combinato |

## Formato
Il Pentathlon moderno consiste in cinque prove, le quali si svolgono tutte nello stesso giorno. Il formato della gara olimpica è leggermente differente da quello tradizionale, con due eventi combinati alla fine.
- Scherma: Girone all'italiana, specialità della spada, si vince alla prima stoccata. Il punteggio è basato sulla percentuale di vittorie.
- Nuoto: 200 metri stile libero. Il punteggio è basato sul tempo.
- Equitazione: Competizione di salto. Il punteggio è basato sulle penalità per gli ostacoli abbattuti, rifiuti, cadute, e l'essere oltre il tempo limite.
- Combinata Corsa/Tiro: Corsa di 3 km combinato al tiro a segno (l'atleta deve colpire 5 bersagli in 70 secondi) ad ogni chilometro. Le partenze di ogni atleta avvengono con ritardo basato sui punti conquistati nei primi tre eventi, di modo che l'ordine di arrivo dell'ultima prova coincide con la classifica finale dell'intera competizione[1]

## Risultati
Hanno partecipato 36 atleti.
| Pos.    | Paese         | Atleta                  | Scherma Vittorie (p.ti) | Nuoto Tempo (p.ti) | Equitazione Punteggio (p.ti) | Corsa e tiro a segno Tempo (p.ti) | Totale Tempo (p.ti) |
| ------- | ------------- | ----------------------- | ----------------------- | ------------------ | ---------------------------- | --------------------------------- | ------------------- |
| Oro     | Rep. Ceca     | David Svoboda           | 26 (1024)               | 2:04.84 (1304)     | 77.28 (1132)                 | +16.10 (2468)                     | 5928                |
| Argento | Cina          | Cao Zhongrong           | 25 (1000)               | 1:58.93 (1376)     | 74.62 (1080)                 | +21.10 (2448)                     | 5904                |
| Bronzo  | Ungheria      | Ádám Marosi             | 20 (880)                | 2:02.08 (1336)     | 75.94 (1200)                 | +28.80 (2420)                     | 5836                |
| 4       | Russia        | Aleksandr Lesun         | 25 (1000)               | 2:04.29 (1312)     | 77.61 (1112)                 | +48.91 (2340)                     | 5764                |
| 5       | Germania      | Steffen Gebhardt        | 20 (880)                | 2:07.08 (1276)     | 72.11 (1160)                 | +20.24 (2452)                     | 5756                |
| 6       | Austria       | Thomas Daniel           | 17 (808)                | 2:09.23 (1252)     | 73.56 (1180)                 | +7.10 (2504)                      | 5744                |
| 7       | Russia        | Andrej Moiseev          | 22 (928)                | 2:02.71 (1328)     | 70.65 (1140)                 | +48.36 (2340)                     | 5736                |
| 8       | Lituania      | Justinas Kinderis       | 15 (760)                | 2:04.35 (1308)     | 72.78 (1140)                 | +2.42 (2524)                      | 5732                |
| 9       | Italia        | Riccardo De Luca        | 16 (784)                | 2:08.29 (1264)     | 72.09 (1200)                 | +15.42 (2472)                     | 5720                |
| 10      | Gran Bretagna | Nicholas Woodbridge     | 17 (808)                | 1:57.32 (1396)     | 81.22 (1156)                 | +44.74 (2356)                     | 5716                |
| 11      | Corea del Sud | Jung Jin-Hwa            | 16 (784)                | 2:00.25 (1360)     | 70.01 (1160)                 | +40.15 (2372)                     | 5676                |
| 12      | Ungheria      | Róbert Kasza            | 20 (880)                | 2:01.59 (1344)     | 74.57 (1200)                 | +1:10.93 (2252)                   | 5676                |
| 13      | Gran Bretagna | Samuel Weale            | 17 (808)                | 2:03.40 (1320)     | 76.68 (1176)                 | +43.08 (2360)                     | 5664                |
| 14      | Messico       | Oscar Soto Carrillo     | 16 (784)                | 2:10.98 (1232)     | 76.38 (1176)                 | +17.50 (2464)                     | 5656                |
| 15      | Rep. Ceca     | Ondřej Polívka          | 12 (688)                | 2:02.71 (1328)     | 76.14 (1136)                 | +9.07 (2500)                      | 5652                |
| 16      | Bielorussia   | Stanislau Zhurauliou    | 20 (880)                | 2:06.80 (1280)     | 70.07 (1120)                 | +41.18 (2368)                     | 5648                |
| 17      | Francia       | Christopher Patte       | 18 (784)                | 2:05.99 (1292)     | 76.38 (1116)                 | +27.04 (2428)                     | 5620                |
| 18      | Cile          | Esteban Bustos          | 15 (760)                | 2:10.52 (1236)     | 68.58 (1160)                 | +21.80 (2448)                     | 5604                |
| 19      | Lettonia      | Deniss Čerkovskis       | 23 (952)                | 2:10.78 (1232)     | 91.78 (976)                  | +29.96 (2416)                     | 5576                |
| 20      | Italia        | Nicola Benedetti        | 17 (808)                | 2:18.47 (1140)     | 84.16 (1084)                 | 10:16.92 (2536)                   | 5568                |
| 21      | Kazakistan    | Rustem Sabirchuzin      | 19 (856)                | 2:13.21 (1204)     | 72.42 (1100)                 | +32.65 (2404)                     | 5564                |
| 22      | Giappone      | Shinichi Tomi           | 18 (832)                | 2:01.19 (1348)     | 88.57 (1088)                 | +1:02.11 (2284)                   | 5552                |
| 23      | Ucraina       | Pavlo Tymoščenko        | 13 (712)                | 2:08.15 (1264)     | 69.63 (1140)                 | +31.45 (2408)                     | 5524                |
| 24      | Polonia       | Szymon Staśkiewicz      | 14 (736)                | 2:11.54 (1224)     | 75.21 (1180)                 | +39.39 (2376)                     | 5516                |
| 25      | Irlanda       | Arthur Lanigan O'Keeffe | 14 (736)                | 2:02.44 (1332)     | 85.13 (1120)                 | +51.77 (2328)                     | 5516                |
| 26      | Germania      | Stefan Köllner          | 16 (784)                | 2:11.71 (1220)     | 70.47 (1120)                 | +42.24 (2364)                     | 5488                |
| 27      | Australia     | Ed Fernon               | 14 (736)                | 2:13.10 (1204)     | 87.40 (1152)                 | +31.27 (2408)                     | 5480                |
| 28      | Egitto        | Yasser Hefny            | 17 (808)                | 2:05.90 (1292)     | 80.39 (1080)                 | +1:08.61 (2260)                   | 5440                |
| 29      | Kazakistan    | Pavel Iliashenko        | 15 (760)                | 2:06.62 (1244)     | 96.94 (1036)                 | +32.88 (2404)                     | 5432                |
| 30      | Bielorussia   | Dzmitryj Meljach        | 17 (808)                | 2:03.67 (1316)     | 78.50 (1028)                 | +1:16.26 (2228)                   | 5380                |
| 31      | Guatemala     | Andrei Gheorghe         | 15 (760)                | 2:13.89 (1196)     | 77.04 (1112)                 | +58.66 (2300)                     | 5368                |
| 32      | Stati Uniti   | Dennis Bowsher          | 12 (688)                | 2:05.15 (1300)     | 81.36 (1076)                 | +1:08.17 (2260)                   | 5324                |
| 33      | Egitto        | Amro El Geziry          | 18 (832)                | 1:55.70 (1412)     | 111.42 (856)                 | +1:25.52 (2192)                   | 5292                |
| 34      | Corea del Sud | Hwang Woo-Jin           | 14 (736)                | 2:01.14 (1348)     | 146.83 (736)                 | +1:51.96 (2088)                   | 4908                |
| 35      | Ucraina       | Dmytro Kyrpuljans'kyj   | 17 (808)                | 2:04.83 (1304)     | dnf (580)                    | +1:01.88 (2288)                   | 4740                |
| 36      | Cina          | Wang Guan               | 12 (688)                | 2:12.13 (1216)     | dns (0)                      | dns (0)                           | 1904                |